# Telecity
Telecity è una storica emittente televisiva privata del Piemonte. Trasmetteva da Castelletto d'Orba, dal dancing "Lavagello", sulle frequenze del canale UHF 65. Successivamente si diffonde in Lombardia, Liguria e Valle d'Aosta. Dal 1987 alterna programmi a carattere regionale con programmi di interesse nazionale, dapprima trasmettendo con il logo e il palinsesto di Italia 7, successivamente dal 1999 al 31 dicembre 2023 irradiando 7 Gold, e dal 2024 entrando a far parte del circuito nazionale Netweek.

## Storia

### 1976: la nascita diTelecity Piemonte
Telecity nasce nel dicembre 1976 a Castelletto d'Orba, in provincia di Alessandria, da Radio City, con il nome di TeleRadioCity.

Fondata per iniziativa di Giorgio Tacchino, è una delle prime reti televisive, nel 1977, a trasmettere a colori. La prima sede dell'emittente è negli studi della maxidiscoteca "La Rotonda", in via Lavagello 31 a Castelletto d'Orba. Il bacino di utenza iniziale è il basso Piemonte.
L'emittente propone film, telefilm, cartoni animati (tra cui la serie Jeeg Robot d'acciaio e Candy Candy), rubriche sportive come Flash sport, giochi, programmi per bambini, un telegiornale prevalentemente letto e musica di tutti i tipi, soprattutto disco e liscio. Molti sono i programmi musicali con i primi anonimi dj, che possono solo irradiare dischi in vinile o cassette e, nei casi più fortunati, i primi video musicali, come quelli dei Pink Floyd. Dal "Salone delle Feste", lo show che si ripete in diverse serate è condotto da Dino Crocco, il quale presenta anche da solo al mattino, anticipando lo stile dei programmi sul liscio di cui oggi abbondano le TV locali all'ora di pranzo. Crocco, infatti, diventa uno dei volti principali dell'emittente al punto che presenta sei trasmissioni serali in diretta alla settimana (Piano bar, Liscio o col ghiaccio, Il tombolotto, Liscio non ti lascio, Il giocolone e Caccia al campione, cinque ore di diretta con ospiti illustri allo sbaraglio e uno spogliarello finale che fa molto scalpore). Fra gli altri programmi di TeleRadioCity ci sono le rubriche Il mercatino e Il topoclub, quiz quest'ultimo condotto da Giusi Lercari con il leprotto Milcaro (alias Roberto Paravagna), lo spettacolo Viva la gente e Video show, programma di filmati musicali condotto a giorni alterni da Paolo Vignolo detto "Pappo" e da Giusi, Stiamo insieme stamattina, con Dede Vinci. L'emittente ripete anche Superclassifica Show (programma musicale in onda su molteplici televisioni locali), condotto da Maurizio Seymandi, È fortissimo, condotto da Sabina Ciuffini e Claudio Lippi, A tre passi dal successo, condotto da Gianfranco D'Angelo e Annamaria Rizzoli, Sulla carozzella di Augusto Martelli, Viva la domenica, con Enzo Baldon e Palma Agati, Cosa bolle in pentola e la rubrica erotica Sexy follie in onda in ore notturne. Un altro show di successo è Pigiama party, condotto da un certo Massi, per la regia di Beppe Recchia, un programma erotico ante-litteram anticipatore di Colpo grosso. Lavorano a Telecity anche Renzo Arbore, Patricia Pilchard, Barbara D'Urso, Meo Cavallero e Franco Dutto.
Già nel corso del 1977 il bacino di utenza si allarga a tutto il Piemonte, a Genova e alla Liguria, con alcuni "sbordamenti" in Lombardia (si vede, seppur con molti puntini anche in alcune zone di Milano città), ricevibile sul canale UHF 38.

### 1978: la nascita diTelecity Liguria
L'emittente nasce nel maggio del 1978 come struttura autonoma della Telecity di Castelletto d'Orba. La sua prima sede è nei fondi della discoteca "Maddox", in via XII Ottobre a Genova. Proprio in questi studi "underground" vengono lanciati nel panorama televisivo personaggi come Corrado Tedeschi, Marco Predolin e tanti altri provenienti prevalentemente dal mondo radiofonico, stante anche il forte supporto di Radio City di Castelletto d'Orba, molto in auge a quei tempi.
Nel gennaio 1979 l'emittente trasloca in un grandioso edificio presso un cinema-teatro abbandonato in via Trento 22/r, nella cui galleria vengono ricavati uffici, la sede della radio, regia, emissione, centraline e uno studio di ripresa. Anche nelle attrezzature tecniche Telecity Liguria fa un grande investimento: telecamere, mixer video, videoregistratori ampex, per un'immagine di "qualità Rai". Per la sede genovese dell'emittente passano notissimi personaggi del mondo dello spettacolo: Raffaele Pisu con Gran Bazar (televendita ante-litteram), Ric e Gian, Enrica Bonaccorti, Oreste Lionello, Luciano Salce, Maria Grazia Buccella e registi di provenienza Rai come Riccardo Valentini, Giancarlo Nicotra e Beppe Recchia.

### 1979: la nascita diTelecity Lombardia
Nel 1979, sulla scia del successo della sorella maggiore Telecity Piemonte di Castelletto d'Orba, nasce Trc Lombardia, ubicata ad Assago (alle porte di Milano) in via Einstein. Il programma cult di questo periodo è La prima volta che... con Ric e Gian, regia di Beppe Recchia. Alcuni personaggi come Walter Chiari, Christian De Sica, Claudio Lippi e Barbara D'Urso collaborano con l'emittente.

### Telecity negli anni ottanta
Teleradiocity cambia nome in Telecity. All'inizio degli anni ottanta Telecity Piemonte e Telecity Lombardia, che avevano già proposto una programmazione analoga, anche se leggermente diversa in alcune fasce orarie, si uniscono con la consociata ligure per offrire un unico identico palinsesto veicolato dal canale UHF 55. Tra gli show in onda in quel periodo che vale la pena ricordare vi sono Il Citro, condotto da Massimo Citro, Citylandia, varietà pomeridiano dedicato ai bambini condotto da Dino Crocco e realizzato al Dancing "Lavagello" di Castelletto d'Orba, Anni Verdi, con Giusi Lercari e il Leprotto Milcaro, Smart, rubrica cinematografica a cura di Beppe Fiorito, Campanili in festa, con Meo Cavallero, Pensieri e Parole, spazio per approfondimenti con Enzo Baldon, Sarah Destro e Gianpaolo Marchionni, il telefilm I Robinson - The Bill Cosby Show, le telenovelas Capricci e passione e Disperatamente tua con Amanda Gutierrez.
A partire dal 1984 la rete aderisce al circuito "Euro TV". Il 25 giugno 1987, in occasione dei dieci anni dalla nascita, va in onda Buon compleanno Telecity, uno speciale presentato da Dino Crocco ed Enzo Baldon, che ripropone le migliori trasmissioni dell'emittente tramite immagini di repertorio.
I canali UHF su cui trasmette Telecity negli anni successivi variano: 24 e 44 in Lombardia, 38 e 46 in Piemonte, 47 e 50 ad Alessandria e provincia, 57 in Liguria.
Nel 1986 nasce la seconda rete, una delle prime in Italia ad avere un secondo canale, si tratta di Telestar.

### L'abbandono di "Euro TV" e la nascita di "Italia 7"
Nel settembre 1987, insieme alle sorelle Telecity Liguria e Lombardia e ad altri canali, Telecity abbandona Euro TV (che diventa "Odeon TV") per dare vita a "Italia 7", diventando un'emittente ripetitrice di programmi irradiati in tutta Italia. Vengono trasmesse le serie animate I cinque samurai, Tartarughe Ninja, Il ritorno dei Cavalieri dello Zodiaco, Robotech, BraveStarr e Ken il guerriero, molte delle quali in prima assoluta per l'Italia, film e telefilm in prima visione (come il serial Falcon Crest), soap opera statunitensi al primo passaggio (I Ryan, Il tempo della nostra vita), eventi sportivi (all'interno del settimanale Italia 7 Sport) e soprattutto il celebre sexy-quiz Colpo grosso, condotto da Umberto Smaila, in onda in seconda serata.
Nel 1988 viene inaugurato il nuovo centro di produzione di Milano, situato ad Assago in via Idiomi, dove, oltre a trovare posto la redazione del telegiornale lombardo, vengono registrati altri show locali che affiancano le produzioni di Castelletto d'Orba. Negli anni successivi vengono aperte le redazioni giornalistiche locali di Genova, situata in via di Francia, per l'informazione ligure, Torino, in corso Unione Sovietica, e Alessandria, in via Piacenza, per le rubriche e i notiziari piemontesi.
Nel 1994, durante l'alluvione in provincia di Alessandria, Telecity trasmette un ciclo di reportage realizzati nei luoghi del disastro da Dino Crocco, in veste di giornalista, e destinati ad una trasmissione di servizio intitolata significativamente Per non dimenticare. In seguito a questa esperienza nasce l'idea di creare Tre minuti con…, una striscia quotidiana, contenuta nel Tg7 di Alessandria, affidata a Dino Crocco, il quale affronta problematiche del quotidiano e si fa portavoce della gente comune.

### La creazione del circuito nazionale "7 Gold"
Conclusasi l'irradiazione di Italia 7, nel 1999 l'editore di Telecity Giorgio Tacchino, con altri due editori (Giorgio Galante di Telepadova e Luigi Ferretti di Sestarete) fonda la syndication "Italia 7 Gold", che nel 2003 viene rinominata "7 Gold". Negli anni successivi varie televisioni private aderiscono al network 7 Gold, diffondendo il segnale gradualmente anche nel resto d'Italia. Telecity, la veneta Telepadova e l'emiliana Sestarete, alle quali si aggiunge la toscana TVR Teleitalia, diventano le principali TV di co-produzione del circuito. Il palinsesto è composto da film, telefilm, anime, rubriche sportive e d'intrattenimento. Con il nuovo millennio, il centro operativo di Assago viene ampliato: comprende cinque studi televisivi, quattro regie, tutte in tecnologia digitale, per dare il via a grandi produzioni a carattere sportivo come Diretta Stadio, approfondimento calcistico incentrato sulle partite di Serie A a cui lavoreranno, tra gli altri, i giornalisti sportivi Giorgio Micheletti, Mauro Bellugi, Pietro Anastasi, Giovanni Lodetti, Xavier Jacobelli e Fabio Santini.
Ai programmi di 7 Gold si alternano spazi riservati a trasmissioni di interesse locale gestiti liberamente dalle singole emittenti. Telecity manda in onda, come di consueto, telegiornali e rubriche informative registrati negli studi di Torino, Alessandria e Castelletto d'Orba per il Piemonte e la Valle d'Aosta, negli studi di Genova per la Liguria e in quelli di Assago per la Lombardia, anche se, per poter contribuire alla realizzazione delle trasmissioni nazionali realizzate ad Assago, divenuta sede legale dell'azienda, le altre sedi perdono parte della loro "identità" locale, contando un minor numero di produzioni all'attivo. La sede amministrativa del consorzio, però, resta a Castelletto d'Orba, proprio dove tutto è iniziato e, dove continuano a vedere la luce molteplici varietà musicali, condotti dal veterano Dino Crocco, veicolati su Telestar.
Lavorano a Telecity i conduttori Massimo Villa e Danilo Freri e i giornalisti Riccardo Revello, Fulvio Collovati, Emilio Bianchi e Roberto Poletti, a cui è affidata la rubrica quotidiana lombarda di approfondimento politico Aria Pulita. Successivamente il programma viene adattato e ritrasmesso anche nelle altre due regioni del gruppo con la conduzione assegnata ai giornalisti delle redazioni di Torino, dove il direttore è Ivano Patitucci e i principali conduttori sono Carla Ruffino e Roberto Monteriso, Alessandria, dove il ruolo di direttore spetta a Ketti Porceddu e i volti maggiormente noti sono Dede Vinci e Alessandra Dellacà, e Genova, a cui fa capo Marco Benvenuto. In Lombardia, dove la testata è diretta da Gabriele Politi, Poletti viene sostituito poi da Simona Arrigoni, coadiuvata da Roberto Villani e Michele Avola.

### Telecity sulla piattaforma satellitare
Dal dicembre 2010 Telecity era disponibile anche attraverso la televisione satellitare, sulla frequenza 11541 verticale dei satelliti Hotbird, in modalità free to air e inclusa nella lista canali dei decoder ufficiali Tivùsat e in quella Sky Italia (al numero 838). Il 25 gennaio 2012, però, ha abbandonato la frequenza satellitare rimanendo visibile solo in digitale terrestre.

### Il passaggio al digitale
Nel 2010 i programmi di Telecity 7 Gold e delle altre reti regionali collegate passano al digitale. Telecity 7 Gold prosegue la trasmissione dei programmi del circuito 7 Gold (Diretta Stadio, Il processo di Biscardi, Tg7 Sport e altri) e comprende nel suo palinsesto anche rubriche di servizio territoriali: il proprio tg regionale (due edizioni giornaliere in Piemonte e Liguria alle 12.30 e alle 19.00, e una in Lombardia alle 19.00) e una serie di programmi autoprodotti: Tg Salute, magazine di medicina; Aria pulita mattina, rassegna stampa e talk d'attualità con ospiti in studio, in onda dal lunedì al venerdì dalle ore 7.00 sotto la guida di Simona Arrigoni; Aria pulita, approfondimenti locali in programma alle 12.00 (ogni sede propone la propria versione - in Piemonte, poi, passata al nuovo canale Telecity 1) e la versione piemontese di Musica insieme poi rinominata Musica in allegria (precedentemente trasmessa da Telecity 1) che, in seguito alla scomparsa di Dino Crocco, continua ad essere guidata da Romina, e al suo fianco vi è il nuovo conduttore Maurizio Silvestri.
Altre trasmissioni del periodo sono L'equilibrista, talk trasmesso in prima serata già dal 2007 su Italia 8 (nell'epoca "Milano+"), trasloca sulla rete madre a partire dal 1° ottobre 2009; Filo diretto, striscia quotidiana della durata di trenta minuti che dà voce ai telespettatori che possono intervenire in diretta per esprimere le problematiche sociali e urbane di tutti i giorni, in onda alle ore 12.00 in Piemonte e Liguria in sostituzione di Aria pulita (come per la rubrica che la precedeva, anche per Filo diretto ogni redazione ne realizza il proprio adattamento); Goal&Goal, notiziario calcistico a cadenza settimanale incentrato sulle squadre del Genoa e della Sampdoria, trasmesso solo in Liguria, curato da Marco Benvenuto.

### La crisi economica
Dal 2012 al 2018 il gruppo televisivo è rimasto coinvolto nella crisi che ha travolto molte emittenti locali: di conseguenza, all'inizio del 2017 l'azienda ha annunciato settanta esuberi tra giornalisti, tecnici, operatori e impiegati distribuiti nelle cinque redazioni. A fronte di un processo di ristrutturazione sono state chiuse le sedi di Torino e Genova e ridimensionato il personale di Castelletto d'Orba, Milano e Alessandria. Quest'ultima redazione, sempre coordinata da Ketti Porceddu, dal settembre 2017 si occupa del Tg7 e di tutte le trasmissioni d'informazione che coprono le aree del Piemonte e della Liguria. Nonostante la riduzione dei siti, i dirigenti hanno esposto l'intenzione di mantenere in vita nei palinsesti gli spazi informativi per i cittadini e di avere in cantiere un nuovo progetto editoriale.

#### Palinsesto di Telecity 7 Gold nel 2023
La lista elenca i programmi andati in onda nell'ultima stagione televisiva di 7 Gold sulle frequenze di Telecity fino al 31 dicembre 2023.

##### Programmi nazionali
- Diretta Stadio
- Il processo
- Tutti in campo
- Diretta mercato
- Motorpad Tv
- Chrono Gp
- Nonsolomare
- Dentro la salute
- The Coach
- Influencer di stagione
- Crossover Universo Nerd
- Missione relitti
- Due chiacchiere in cucina
- Agri informa
- Tackle
- Casalotto

##### Programmi locali
- Telecity News 24 (trasmesso in Piemonte e Liguria)
- 7 News Lombardia (trasmesso in Lombardia)
- Aria pulita mattina
- Aria pulita (trasmesso in Lombardia)
- Filo diretto (trasmesso in Piemonte e Liguria)
- Grigi nel cuore (trasmesso solo ad Alessandria)
- Tg7 Sport
- La natura dal campo alla tavola
- Forchette stellari
- Beker on tour
- Finestra sul Piemonte (trasmesso in Piemonte)
- Happy time
- Radiocity - Music Non Stop

## Palinsesto
- Il processo di Biscardi
- Netweek Calcio Show
- TG Sport
- Turn over
- Aria Pulita
- Aria Pulita di sera
- Buongiorno Netweek
- Rassegna stampa nazionale
- Netweek Notizie Idee e Consigli
- Oroscopo del giorno di Barbanera
- Un caffè con Letizia Moratti
- Dentro e fuori dal comune
- Nexus - Connessioni con il mondo
- Bike Show Tv
- Coltiviamo
- Economia e territori
- Emozioni dal mondo
- In gran forma
- Sorsi di benessere
- TG Events
- Radiocity - Music Non Stop
- Happy time
- Casalotto

### Programmi locali della Lombardia
- TG News Lombardia
- Rassegna stampa Lombardia

### Programmi locali del Piemonte
- Telecity News 24
- Filo diretto
- Rassegna stampa Piemonte
- Finestra sul Piemonte
- Consiglio Regionale News Piemonte

### Programmi locali della Liguria
- Breaking News Liguria

### Programmi locali della Valle d'Aosta
- La mia Vallée
- Meteo & News - AostaSera.it
- Les Animaux et la terre
- L'Alpino

## Emittenti secondarie
Nella seconda metà degli anni ottanta nasce dapprima Telestar, e poi Italia 8, che da allora fino al 2022 hanno affiancato le produzioni di Telecity con un orientamento prevalentemente commerciale e di intrattenimento musicale. Entrambe avevano sede a Castelletto d'Orba. Ai tempi della televisione analogica la prima diffondeva le proprie trasmissioni in Piemonte, Lombardia e Liguria, la seconda, invece, solo in Piemonte e Lombardia, poi col passaggio al digitale venivano diffuse entrambe nelle tre regioni sopracitate e in Valle d'Aosta.

### Emittenti del digitale terrestre
Nel 2010 i canali che affiancano Telecity 7 Gold nel mux in digitale sono:
- Telecity 1, che collabora con Telecity 7 Gold per vari programmi; a inizio 2012 viene rinominato 7 Gold Musica, divenendo un network musicale diffuso a livello nazionale. Telecity 1, seconda rete del gruppo Telecity-7 Gold, trasmette nel Nord-Ovest programmi d'informazione locale e musicali da marzo 2015 sostituendo 7 Gold Musica.
- 7 Gold Plus, un nuovo canale che trasmette i programmi d'interesse nazionale del circuito 7 Gold, integrati con vari film, telefilm, anime e documentari, assenti le televendite; viene chiuso nel 2011.
- Italia 8, fedele all'offerta che già offriva in analogico negli anni appena precedenti (Musica insieme dagli studi di Assago, il tg locale di Telecity 7 Gold, il Tg Salute e televendite); viene sostituito nel 2011 da Italia 8 Canale 78, syndication multi-regionale a carattere commerciale.
- Telestar, che in analogico ripeteva il segnale di Telemarket, manda ora in onda le repliche dello show Musica insieme di Italia 8, il tg locale di Telecity 7 Gold, alcuni telefilm, telenovelas e televendite; viene sostituito a fine 2011 da Telestar Canale 77, syndication multi-regionale a carattere commerciale (da gennaio a inizio ottobre mandava in onda telenovelas e programmi di lottologia col nome 77 in Rosa).
- Telecity 2, emittente commerciale.

### Telecity 1
Con il passaggio dei canali televisivi dalle frequenze analogiche a quelle digitali, viene lanciato Telecity 1 (che per un breve periodo si chiama Telecity 2), nel mese di novembre del 2010. Trasmette il telegiornale locale, alcune rubriche d'informazione regionale, documentari, telefilm, dirette sportive (solo nella regione Liguria), film in prima serata e un programma pomeridiano d'intrattenimento e folklore dialettale ideato e condotto da Maurizio Silvestri chiamato A l'onbra da a lanterna. Inoltre, ripropone in replica Aria pulita mattina e Tg7 Sport dell'ammiraglia 7 Gold. Il palinsesto per la regione Lombardia comprende all'ora di pranzo il veterano show piemontese Musica insieme, realizzato negli studi di Castelletto d'Orba (in Piemonte e Liguria visibile su Telecity 7 Gold), mentre in Piemonte e Liguria vanno in onda le versioni locali della rubrica d'attualità Aria pulita. Nel 2011 Aria pulita si trasferisce su Telecity 7 Gold, così Musica insieme, nel frattempo divenuta Musica in allegria, entra anche nei palinsesti delle altre due regioni. Nel corso dell'anno prendono il via altri varietà musicali e vengono accolti tra i programmi dell'emittente anche le produzioni musicali della sede milanese (fino ad allora in onda su Italia8 e Telestar). Spariscono film, telefilm e documentari, e Telecity 1 diviene, così, una rete tematica completamente dedicata all'intrattenimento musicale. Nel 2012 il progetto si estende a livello nazionale: Telecity 1 si tramuta in 7 Gold Musica e gradualmente si diffonde in gran parte d'Italia. Su questa nuova syndication trovano spazio i programmi già esistenti e nuove produzioni. 
A distanza di pochi mesi, Telecity 1 torna in etere nelle sole regioni Piemonte e Liguria con un palinsesto che include tutte le edizioni del telegiornale e di Aria pulita prodotte quotidianamente dalle tre sedi (Alessandria, Torino e Genova), documentari e film in prima serata. Tale versione del canale viene chiusa a fine 2013.
Da inizio marzo 2015 nelle regioni di Nord-Ovest il canale 7 Gold Musica riassume il nome Telecity 1 senza sensibili mutamenti nella programmazione. Entro fine anno il segnale nel resto del Bel Paese si spegne e così si conclude il progetto 7 Gold Musica. Gli show musicali da ora sono ricevibili solo in Piemonte, Lombardia, Liguria e Valle d'Aosta. Da settembre 2016 prende il via Grigi nel cuore, una trasmissione calcistica dedicata all'Alessandria condotta da Luca Lovelli e Annalisa Pezzano, in onda ogni martedì in prima serata per la città di Alessandria. Nel 2017 vengono introdotti nuovi spettacoli musicali ma anche alcuni spazi informativi e di altro genere, mostrando un'identità non più unicamente musicale, tra questi S.O.S. Dottor Mouse, Edicola Signorelli, Un giorno da chef, Sipario del buonumore e la riproposizione di commedie teatrali delle compagnie locali.
In seguito alla riduzione delle frequenze dovuta alla liberazione della banda 700 MHz, nel 2022 il canale viene definitivamente chiuso, a marzo in Valle d'Aosta, Piemonte e Lombardia, a maggio in Liguria. Conseguentemente il varietà Musica in allegria e la rubrica calcistica Grigi nel cuore emigrano nel palinsesto di Telecity 7 Gold. Fino alla sua chiusura, Telecity 1 veniva veicolata in Piemonte sulla LCN 111, in Liguria sulla LCN 114, in Lombardia sulla LCN 196 e in Valle d'Aosta sulla LCN 115 (in tale regione nell'ultimo anno di vita aveva ottenuto anche la numerazione 13).

#### Palinsesto
- Telecity News 24 (trasmesso in Piemonte e Liguria)
- 7 News Lombardia (trasmesso in Lombardia)
- Tg Salute
- Tg Dire Giovani
- Musica in allegria
- Musica insieme
- Musica insieme story
- Serata con...
- Fisarmonicando by Marco
- Una canzone per sognare
- Tutti a bordo
- Commedie teatrali
- Sipario del buonumore (sketch dal web)
- Grigi nel cuore (trasmesso solo ad Alessandria)
- A pieno carico
- Gente di montagna
- Inside the crime (trasmesso in Piemonte e Liguria)
- Jukebox - Musica da ballo non stop

### Telecity 2
Telecity 2, emittente del Nord-Ovest nata nel 2011 che ripeteva alcuni programmi di Telecity 1 (come tendevano fare ormai anche Telestar e Italia 8, successivamente soppresse); mentre dal 2012 trasmette per gran parte delle 24 ore con un loop continuo registrato (di 60 minuti) la televendita di compra oro BancOro S.r.l. di Sergio Baracco.
Telecity 2 è stato chiuso nel 2020 ed è divenuto un duplicato di Canale 77.

### Riorganizzazione delle frequenze
In occasione della riduzione delle frequenze dovuta alla liberazione della banda 700 MHz, dal marzo 2022 vengono definitivamente chiusi quasi tutti i canali secondari del gruppo Telecity / Telestar / Italia 8. Restano attivi soltanto due canali sui nuovi mux locali:
- Telecity, che continua a veicolare in Piemonte, Lombardia, Liguria e Valle d'Aosta i programmi di 7 Gold fino al passaggio a Netweek;
- 7+ Channel, successore di Telecity 2 e Telestar Canale 77, che trasmetteva programmi di lottologia, poi sostituito nel 2023 da Valenza.TV, che ha in palinsesto le televendite di compra oro BancOro S.r.l. di Sergio Baracco, gestore del canale (solo la LCN è di proprietà di Telecity), e le competizioni sportive della città e provincia di Alessandria nel contenitore quotidiano Forza Alessandria. Il canale viene irradiato in Piemonte e Liguria sulla LCN 76 e in Lombardia sulla LCN 97.

## Ascolti
Sia nel 2013 che nel 2014 Telecity 7 Gold risulta la rete locale più seguita in Piemonte, Lombardia e Valle d'Aosta, mentre Telecity 7 Gold Musica è terza fra le televisioni piemontesi. Nel 2015 l'ammiraglia rinnova il primato in Piemonte, mentre nel 2016 lo riottiene in Valle d'Aosta. Nel 2017 e nel 2018 è di nuovo al primo posto in entrambe le regioni e seconda in Liguria.

## Programmi storici
La lista elenca i principali programmi andati in onda su questa emittente dalla sua nascita (1976) alla fusione con 7 Gold (1999), perciò sono presenti le trasmissioni locali passate (anche quelle andate in onda dopo il 2000) e vari programmi appartenenti ai circuiti Euro TV e Italia 7, che venivano ripetuti da Telecity.

### Informazione e approfondimento
- Telecity Flash
- Una finestra sul 13
- Pensieri e Parole
- Tre minuti con...
- Per non dimenticare
- L'equilibrista
- Buongiorno City
- S.O.S. Dottor Mouse
- Edicola Signorelli
- Tg Salute
- Aria Pulita - Mezz'ora d'aria
- Dillo ad Aria Pulita

### Varietà
- Il Pizzicotto
- Gran Rodeo
- Piano bar
- Liscio o col ghiaccio
- Il Tombolotto
- Caccia al campione
- Mini Caccia al campione
- Liscio non ti lascio
- Il Giocolone
- Buona domenica
- Citylandia
- Sabato show
- Viva la domenica
- Il mancasette
- Questa sera mettiamo a nudo
- Che anno quell'anno
- Controbar
- Playboy di mezzanotte
- Pigiama selvaggio
- George Superpollo
- Video show
- Superclassifica show
- Pigiama party
- Anni verdi
- Mille Maglie Show
- È fortissimo
- A tre passi dal successo
- Sulla carrozzella
- Cosa bolle in pentola
- Sexy follie
- La prima volta che...
- Il Citro
- Smart
- Domenica alla grande
- Fratelli d'Italia
- L'erba del vicino
- Viva la gente
- Colpo grosso
- Rodo dendro
- Le altre notti
- Notte italiana
- Seven Show
- 7 in allegria
- Essenziale
- Le cose buone della vita
- Funari 7
- Electric blue
- Emotion
- Quanto mi ami?
- Fiori d'arancio...luna di miele
- Campanili in festa
- Divinamente buono
- Microfono d'oro
- Musica insieme
- Musica insieme estate
- Musica insieme - A l'onbra da a lanterna
- Musica in allegria
- 7 Mattina in musica

### Rubriche quotidiane
- L'agenda di Teleradiocity
- Il topoclub
- Il mercatino
- Gran Bazar
- Architetto per casa
- Telecity con voi
- Massimo polenta Massimo
- Due per tutti, tutti per due
- Tre...mendamente svegliati
- Stiamo insieme stamattina
- Appuntamento con Dino Crocco
- L'arte del cinema
- Pomeriggio per ragazzi
- Giornata serena
- Dalle 11.30 con un pizzico di...
- USA Today
- Italia 7 per la vita
- Buonasera Buonasera
- Fantastica
- Super 7
- Playlife
- City viaggi
- Music and News
- A tavola con Davide
- Cunta su Teresa
- Un giorno da chef[48]
- Inside the crime
- Agri 4.0 coltura
- 7 Mattina
- La natura dal campo alla tavola
- Forchette stellari

### Sport
- Telecity Sport
- Flash sport
- A botta calda
- Il nuovo derby
- Action
- Italia 7 Sport
- Fantacalcio news
- Revincta Volley
- A tutto campo
- MilanInter
- JuveToro
- Basket Serie A Partite Fiat Torino
- Goal&Goal - Genoa e Samp
- Sport News 24
- Grigi nel cuore

### Serie televisive
- Le spie
- The Bill Cosby Show
- I Robinson - The Cosby Show
- I ragazzi del sabato sera
- The Beverly Hillbillies
- Sanford and Son
- Alice
- Lassie
- Falcon Crest
- Ai confini dell'Arizona
- Bonanza
- Daniel Boone
- La grande vallata
- QB VII
- Diamonds
- China Beach
- Hollywood Beat
- Faber l'investigatore
- Superboy
- Lois & Clark - Le nuove avventure di Superman
- L'incredibile Hulk
- Una vita da vivere
- Ai confini della notte
- Anche i ricchi piangono
- Illusione d'amore
- I Ryan
- Il tempo della nostra vita
- Capriccio e passione
- Disperatamente tua
- Luisana mia
- Leonela
- Rosa... de lejos
- Amore gitano
- Destini - Baila comigo
- Happy End

### Cartoni animati
- Jeeg Robot d'acciaio
- L'Uomo Tigre
- I Cavalieri dello Zodiaco
- Gundam
- Candy Candy
- City Hunter
- Yattaman
- Calendar_Men
- Capitan Harlock
- Robotech
- Star Blazers
- Lamù
- Maison Ikkoku
- I Predatori del Tempo
- Transformers
- I cinque samurai
- Ken il Guerriero
- Lady Oscar
- Sampei
- Lupin, l'incorreggibile Lupin
- C'era una volta... Pollon
- Tartarughe Ninja alla riscossa
- Forza Genki - Forza Sugar

## Multiplex Telecity

### Piemonte
Telecity Piemonte trasmetteva tramite DVB-T in Piemonte sulla frequenza UHF 45.

### Alessandria e provincia
City Radio Tv trasmetteva tramite DVB-T nella città di Alessandria e provincia sulla frequenza UHF 51.

### Valle d'Aosta
Telecity Valle d'Aosta trasmetteva tramite DVB-T in Valle d'Aosta sulla frequenza UHF 43.

### Liguria
Telecity Liguria trasmetteva tramite DVB-T in Liguria sulla frequenza UHF 24.

### Lombardia
Telecity Lombardia trasmetteva tramite DVB-T in Lombardia sulla frequenza UHF 45.